# Gary Leonard
Gary Leonard, né le 16 février 1967, à Belleville, en Illinois, est un ancien joueur américain de basket-ball. Il évolue au poste de pivot. 